# Alondra Nelson
Pour les articles homonymes, voir Nelson.
Alondra Nelson, née en 1968, est une écrivaine, anthropologue et sociologue afro-américaine. Familiarisée dès sa jeunesse avec la science et la technologie, elle se forme en sciences humaines à l'université. Professeure de science sociale et de sociologie, elle est sollicitée par deux présidents des États-Unis pour rejoindre des équipes de chercheurs de la Maison-Blanche : Barack Obama sur l'histoire orale de la présidence et Joe Biden au Bureau de la politique scientifique et technologique.
Alondra Nelson situe ses recherches à l'intersection entre la science, la technologie, la médecine et l'inégalité sociale. Parmi ses thèmes de recherche, elle interroge l'Afrofuturisme à travers différents champs artistiques et technologiques. Elle décrit comment le Black Panther Party conteste le processus de racialisation de la médecine et de la science. Elle analyse les motivations et les usages des seniors et des jeunes américains qui s'approprient les recherches génétiques.
Elle contribue à établir des principes qui doivent permettre de mieux protéger les droits des personnes de l'impact grandissant des algorithmes et l'intelligence artificielle dans leurs vies. Une démarche qu'elle initie avec des groupes de travail dans le domaine universitaire.
Les travaux d'Alondra Nelson sont récompensés par de multiples prix et citations dans des palmarès.

## Biographie

### Enfance, formation et débuts
Alondra Nelson naît en 1968 à Bethesda. Sa mère Delores Nelson est cryptographe dans l'armée et Robert Nelson son père est militaire. Sa mère la familiarise très jeune à la science et à la technologie. En 1994, elle obtient son diplôme d'études supérieures magna cum laude avec une spécialité en anthropologie à l'université de Californie à San Diego, son master de philosophie et son doctorat en études américaines à l'université de New York.
Elle participe aux réflexions sur les questions d'une possible disparition de l'identité à l'ère numérique : « Est-ce une bonne chose si personne ne sait que vous êtes une femme sur l'internet ? Peut-être. Est-ce une bonne chose si personne ne sait que vous êtes noir ? ». Et réfute l'idée que la race et le sexe ne signifieraient rien à l'ère de ces nouvelles technologies.

### Carrière
Elle est doyenne de science sociale et professeure de sociologie à l'université Columbia, New York et dirige notamment le Social Science Research Council (SSRC) depuis 2017.
En 2019, elle rejoint la Presidency Oral History Advisory Board de Barack Obama.
En 2020, elle est professeure titulaire de la chaire Harold F. Linder à l'Institute for Advanced Study à Princeton dans le New Jersey,. La même année elle est élue membre de l'Académie nationale de médecine des États-Unis.
En janvier 2021, elle est nommée directrice adjointe pour la science et la société de l'Office of Science and Technology Policy (OSTP) par l'administration de Joe Biden,. C'est la première femme noire à la tête de cette institution depuis sa création il y a 45 ans. Sa nomination rencontre un écho très favorable dans la communauté scientifique. Après avoir été directrice de l'Office de février à octobre 2022 où elle dirige l'équipe , elle quitte le service en février 2023 pour rejoindre l'Institute for Advanced Study.

### Thèmes de recherche
Alondra Nelson situe ses recherches à l'intersection entre la science, la technologie, la médecine et l'inégalité sociale.

#### L'afrofuturisme
Pionnière, à la fin des années 1990, Alondra Nelson, jeune diplômée, organise une rencontre sur le thème de l'engagement de la diaspora noire dans la technologie et la science-fiction autour de la notion d'afrofuturisme - terme créé par Mark Dery en 1994 lors d'interviews pour son livre Flame wars : the discourse of cyberculture,. Les participants viennent des États-Unis et d'outre Atlantique pour échanger sur Octavia E. Butler, sur les mécanismes de production de la musique noire et tous types de développements technologiques. Parmi eux, citons DJ Spooky (Paul D. Miller), la romancière Nalo Hopkinson, et le critique culturel Alexander Weheliye comme modérateurs. En 2002, Alondra Nelson contribue à Afrofuturism dans la revue Social Text et développe avec d'autres auteurs ce thème des approches culturelles de la technologie à travers la littérature, la poésie, la science-fiction et la fiction spéculative, la musique, les arts visuels et l'Internet.
Alondra Nelson contribue à l'émergence d'un nouveau courant, distinct de l'afrofuturisme, défini en 2019 par Nnedi Okorafor comme l'africanfuturisme. Hope Wabuke, promotrice de ce nouveau concept, souligne que le travail d'Alondra Nelson sur « sur les intersections entre la race, la technologie et la santé, a continué d'être modelé par d'éminents chercheurs de manière à ce qu'il puisse contenir un concept plus large de la négritude. ».

#### L'idée de race dans la politique de santé américaine
En 2012, lors de son entretien avec l'historienne Pauline Peretz, Alondra Nelson raconte que lors de sa thèse, elle étudie des ouvrages qui montrent comment la médecine et la science ont créé la notion de race. Elle recherche alors des communautés noires qui contestent ce processus de racialisation. Elle s'intéresse notamment au Black Panther Party qui mène dans les années 1970 des actions « sur le dépistage de la drépanocytose, le développement de programmes pour une meilleure nutrition et pour l’éducation… ». Le parti développe une analyse politique de cette maladie qui affecte principalement les noirs, soulignant les causes aussi bien sociales que biologiques de sa prévalence. Nelson souligne que « les Panthers montrèrent que de nombreuses maladies génétiques touchent une race ou une ethnie en particulier, pour ensuite comparer le peu d’argent investi par l’administration Nixon dans la recherche sur la drépanocytose, affectant surtout les Noirs, avec les vastes sommes dédiées à des « maladies de Blancs » comme la mucoviscidose. (traduction Émilie L'Hôte). »
Alondra Nelson reçoit le prix du livre Letitia Woods Brown Memorial et le prix du livre Mirra Komarovsky (2013) pour Body and Soul: The Black Panther Party and the Fight against Medical Discrimination (2012).

#### ADN et Afro-Américains
Nelson note que les seniors Afro-Américains sont les premiers à s'emparer de tests génétiques ADN, une technologie de pointe, pour tenter de reconstituer les racines dont ils ont été dépossédés par l'esclavage. Elle indique que « La plupart des personnes avec lesquelles je me suis entretenue ne sont pas panafricanistes au sens politique du terme. Ce ne sont pas des militants afrocentristes, malgré leur intérêt pour la politique et la culture africaines. Cependant, sur la base des résultats de leur test d’ascendance génétique, de nombreuses personnes cherchent à bâtir une relation avec des expatriés africains vivant aux États-Unis, quand ils ne vont pas jusqu’à organiser un voyage en Afrique. (traduction par Émilie L'Hôte) ».
Elle s'intéresse ensuite aux jeunes africains-américains qui se filment lors de la réception de leurs résultats génétiques et postent leur vidéo sur YouTube. Ce qu'elle appelle la « révélation des racines » et elle analyse les commentaires qui sont postés.
Son ouvrage The social life of DNA : race, reparations, and reconciliation after the genome est récompensé par le MIT Morison Prize en science, technologie et société en 2020.

#### L'intelligence artificielle
Ces recherches sont centrées sur l'intersection de la science, de la technologie et de la politique. Constatant que les capacités de l'IA s'accroissent rapidement elle s'interroge sur la gouvernance à mettre en place. Des garde-fous règlementaires pourraient constituer des règles du jeu partagées et offrir une relative « certitude » aux travailleurs, aux consommateurs et à l'industrie. Lors de ses fonctions à l'OSTP, elle dirige l'équipe qui conçoit les principes qui doivent aider les décideurs politiques, les législateurs et les développeurs de technologies à mieux protéger les droits des personnes à mesure que les algorithmes et l'IA s'immiscent davantage dans leurs vies.
En juin 2023, elle invite plusieurs groupes de différents secteurs et disciplines pour réfléchir à une politique de l'IA et de sa gouvernance au sein du campus de l'Institute for Advanced Study.

#### En mémoire de bell hooks
Alondra Nelson, à la mort de bell hooks, évoque les histoires inspirantes de cette militante, l'impact qu'elle a eu et son influence durable sur le féminisme noir .

## Publications

### Ouvrages
- (en-US) Alondra Nelson (éd.) avec Thuy Linh Nguyen Tu et Alicia Headlam Hines, Technicolor : race, technology, and everyday life, New York, New York University, 2001, 205 p. (ISBN 9780814736036, lire en ligne)
- (en-US) Alondra Nelson (éd.) Ron Eglash, Anna Everett, Tana Hargest, Nalo Hopkinson, Tracie Morris, Kali Tal, Fatimah Tuggar, Alexander G. Weheliye et Alondra Nelson (ill. Fatimah Tuggar), Afrofuturism, Durham, Duke University Press,, 2002, 146 p. (ISBN 9780822365457, lire en ligne)
- (en-US) Body and soul : the Black Panther Party and the fight against medical discrimination, Minneapolis, Minnesota, University of Minnesota Press, 2013, 289 p. (ISBN 9780816676484, lire en ligne)
- (en-US) The social life of DNA : race, reparations, and reconciliation after the genome (Histoire), Boston, Beacon Press, 2016, 200 p. (ISBN 9780807033012, lire en ligne)

### Articles
- (en-US) Lundy Braun, Anne Fausto-Sterling, Duana Fullwiley, Evelynn M. Hammonds, Alondra Nelson, William Quivers, Susan M. Reverby, Alexandra E. Shields, « Racial Categories in Medical Practice: How Useful Are They ? » (PDF), Public Library of Science Medicine, vol. 4, no 9,‎ 2007 (PMID 17896853, lire en ligne)
- Alondra Nelson, avec Caroline Izambert, Claire Richard (trad. Maud Gelly,), « « Corps et âme ». Le parti des Black Panthers et la lutte contre la discrimination médicale », Agone,‎ 2016, p. 19-50 (lire en ligne).
- Alondra Nelson interviewée par Pauline Peretz (trad. Emilie L’Hôte), « Race et santé dans l’Amérique contemporaine », La Vie des idées,‎ 2012 (lire en ligne).
- (en) Éveline Thévenard, Alondra Nelson, Body and Soul : The Black Panther Party and the Fight against Medical Discrimination (compte-rendu en PDF), Transatlantica, 2012 (DOI 10.4000/transatlantica.5886, lire en ligne)
- (en-US) « The social life of DNA : racial reconciliation and institutional morality after the genome » (publication scientifique), The British Journal of Sociology, vol. 69,‎ 2018 (DOI 10.1111/1468-4446.12607, résumé)

### Catalogue d'exposition
- (en-US) Alondra Nelson avec Kevin Michael Angelo Strait (éd.), Kinshasha Conwill (éd.), Reynaldo Anderson (préf. Kevin Young, Catalogue d'exposition), Afrofuturism : A History of Black Futures, Smithsonian Books, 2023, 216 p. (ISBN 978-1588347404)

### Articles de presse
- (en-US) « Elizabeth Warren and the Folly of Genetic Ancestry Tests », The New York Times,‎ 17 octobre 2018 (lire en ligne)
- (en-US) « Unequal Treatment How African Americans have often been the unwitting victims of medical experiments », Washington Post,‎ 7 janvier 2007 (lire en ligne)

## Distinctions et prix (extrait)
- Membre de l'AAAS (2021-2024)[28].
- Prix Sage-CASBS, pour une réalisation exceptionnelle dans le domaine des sciences comportementales et sociales qui fait progresser notre compréhension des questions sociales urgentes, Center for Advanced Study in the Behavioral Sciences, université Stanford (2023)[29].
- Membre de l'Académie nationale de médecine des États-Unis (2020)[8].
- Prix MIT Morison en science, technologie et société pour The Social Life of DNA: Race, Reparations, and Reconciliation after the Genome (2020)[3].
- Prix Poorvu pour African American Studies and Sociology à l'université Yale (2008)[30].
- Prix du livre Letitia Woods Brown Memorial[19] et Prix du livre Mirra Komarovsky (2013)[20] pour Body and Soul: The Black Panther Party and the Fight against Medical Discrimination (2012).

## Palmarès (extrait)
- TIME100 en Intelligence artificielle (2023)[31].
- Citée par EPIC parmi les Champions of Freedom Awards (2023)[32].
- Nature's 10 People Who Shaped Science (2022)[33],[34].